# Distretto di Higashisonogi
Il distretto di Higashisonogi (東彼杵郡, Higashisonogi-gun?) è uno dei distretti della prefettura di Nagasaki, in Giappone.
Attualmente fanno parte del distretto i comuni di Hasami, Higashisonogi e Kawatana.
| Controllo di autorità | VIAF (EN) 257834132 · NDL (EN, JA) 00392624 |